# Zeta Lupi
Désignations
ζ Lup A : HD 134505, HIP 74395, HR 5649, CD-51 8830, CPD-51 7643, FK5 558, SAO 242304

Zeta Lupi (ζ Lup / ζ Lup) est une étoile binaire de 3e magnitude de la constellation du Loup. D'après la mesure de sa parallaxe annuelle par le satellite Hipparcos, elle est située à environ 117 années-lumière de la Terre.
Zeta Lupi est une binaire visuelle. L'étoile primaire, désignée Zeta Lupi A, est une géante jaune de type spectral G8III et de magnitude apparente 3,50.
Son compagnon est désigné Zeta Lupi B ou HD 134483. En date de 2016, il était localisé à une distance angulaire de 71,6 secondes d'arc de Zeta Lupi A, à un angle de position de 246°. C'est une étoile jaune-blanc de la séquence principale de type spectral F6V de magnitude apparente 6,74.